# Davide Appollonio
Davide Appollonio (Isernia, 2 juni 1989) is een Italiaans wielrenner die anno 2019 rijdt voor Amore & Vita-Prodir. In 2015, toen hij reed voor Androni Giocattoli-Sidermec, werd hij betrapt op het gebruik van epo en vier jaar geschorst.

## Biografie
Hij werd professioneel wielrenner in 2010 en haalde dat jaar al meteen zijn eerste profoverwinning binnen door de vierde etappe van de Ronde van de Limousin te winnen. Van 2011 tot 2012 reed hij voor het Britse Team Sky. Voor 2015 tekende Appollonio een contract bij Androni Giocattoli-Sidermec. Hij werd aangetrokken als sprinter.
Op 30 juni 2015 werd bekend dat Appollonio bij een out of competition-controle positief had getest op het gebruik van epo. Hij leverde zijn positieve plas op 14 juni 2015 af, vlak na de GP Kanton Aargau waarin hij derde werd. In 2016 werd bekend dat de Italiaan voor vier jaar werd geschorst tot 29 juni 2019.

## Resultaten in voornaamste wedstrijden
| Jaar | Ronde van Italië | Ronde van Frankrijk | Ronde van Spanje |
| ---- | ---------------- | ------------------- | ---------------- |
| 2010 |                  |                     |                  |
| 2011 | buiten tijd      |                     |                  |
| 2012 |                  |                     |                  |
| 2013 | 168e (laatste)   |                     |                  |
| 2014 | buiten tijd      |                     |                  |
| 2015 | 123e             |                     |                  |

| Jaar | Milaan-San Remo | Gent-Wevelgem | Ronde van Vlaanderen | Parijs-Roubaix | Amstel Gold Race | Luik-Bast.‑Luik | Ronde van Lombardije | Parijs-Tours |  | Wereldranglijsten |
| ---- | --------------- | ------------- | -------------------- | -------------- | ---------------- | --------------- | -------------------- | ------------ |  | ----------------- |
| 2010 |                 |               |                      |                | opgave           |                 | opgave               |              |  |                   |
| 2011 |                 |               |                      |                | 142e             |                 |                      |              |  | 143e (UWT)        |
| 2012 |                 |               |                      |                | opgave           | opgave          |                      | 139e         |  | 222e (UWT)        |
| 2013 | 52e             | opgave        | opgave               | opgave         |                  |                 |                      | 103e         |  |                   |
| 2014 | 28e             | 140e          | opgave               |                |                  |                 |                      |              |  | 190e (UWT)        |
| 2015 |                 |               |                      |                |                  |                 |                      |              |  |                   |

## Ploegen
- 2009 –  Cervélo Test Team (stagiair vanaf 1-8)
- 2010 –  Cervélo Test Team
- 2011 –  Sky ProCycling
- 2012 –  Sky ProCycling
- 2013 –  AG2R La Mondiale
- 2014 –  AG2R La Mondiale
- 2015 –  Androni Giocattoli-Sidermec (tot 01-09)
- 2019 –  Amore & Vita-Prodir (vanaf 28-06)